# Dürscheider Mühle

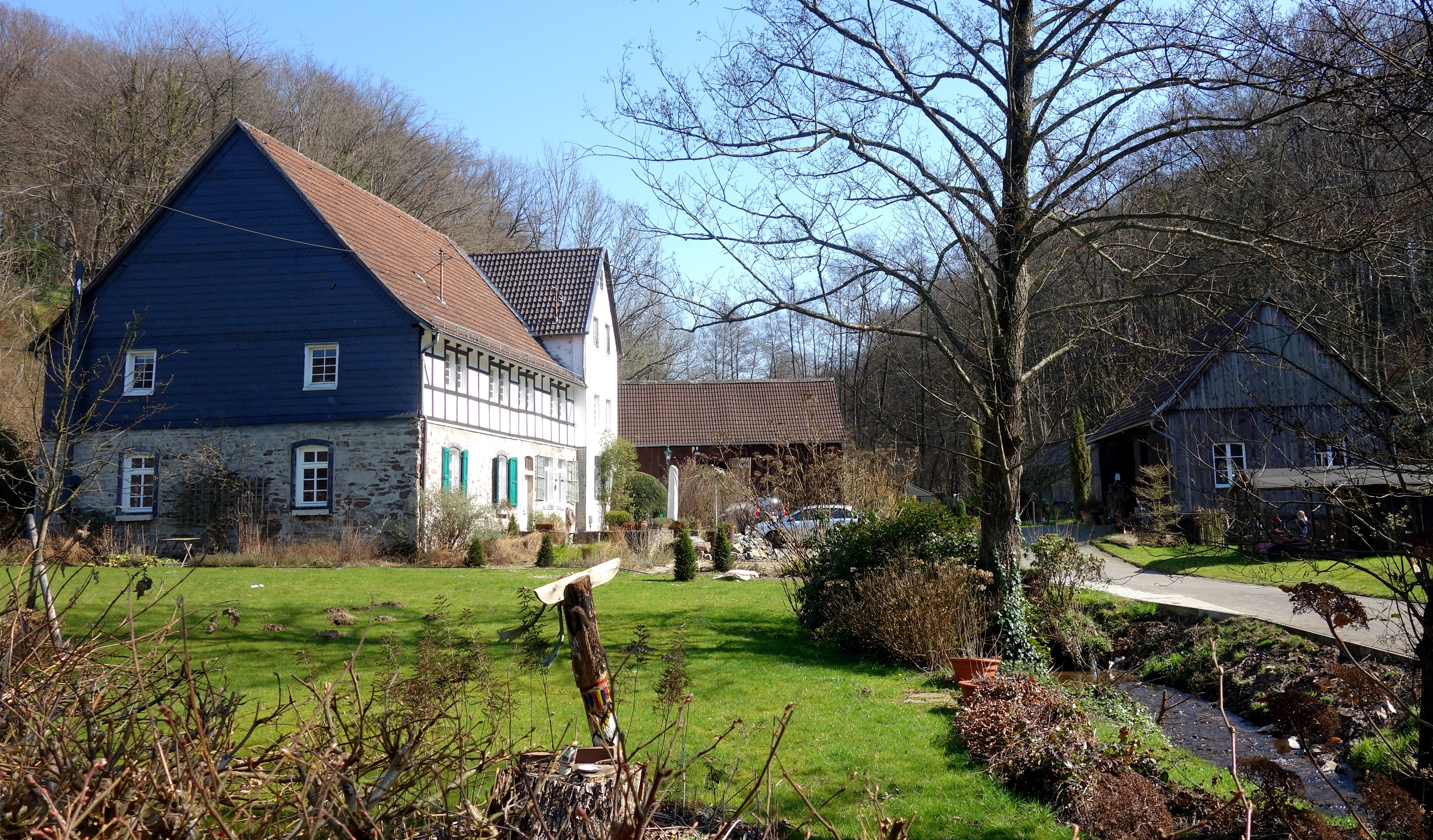
Hofansicht der Dürscheider Mühle

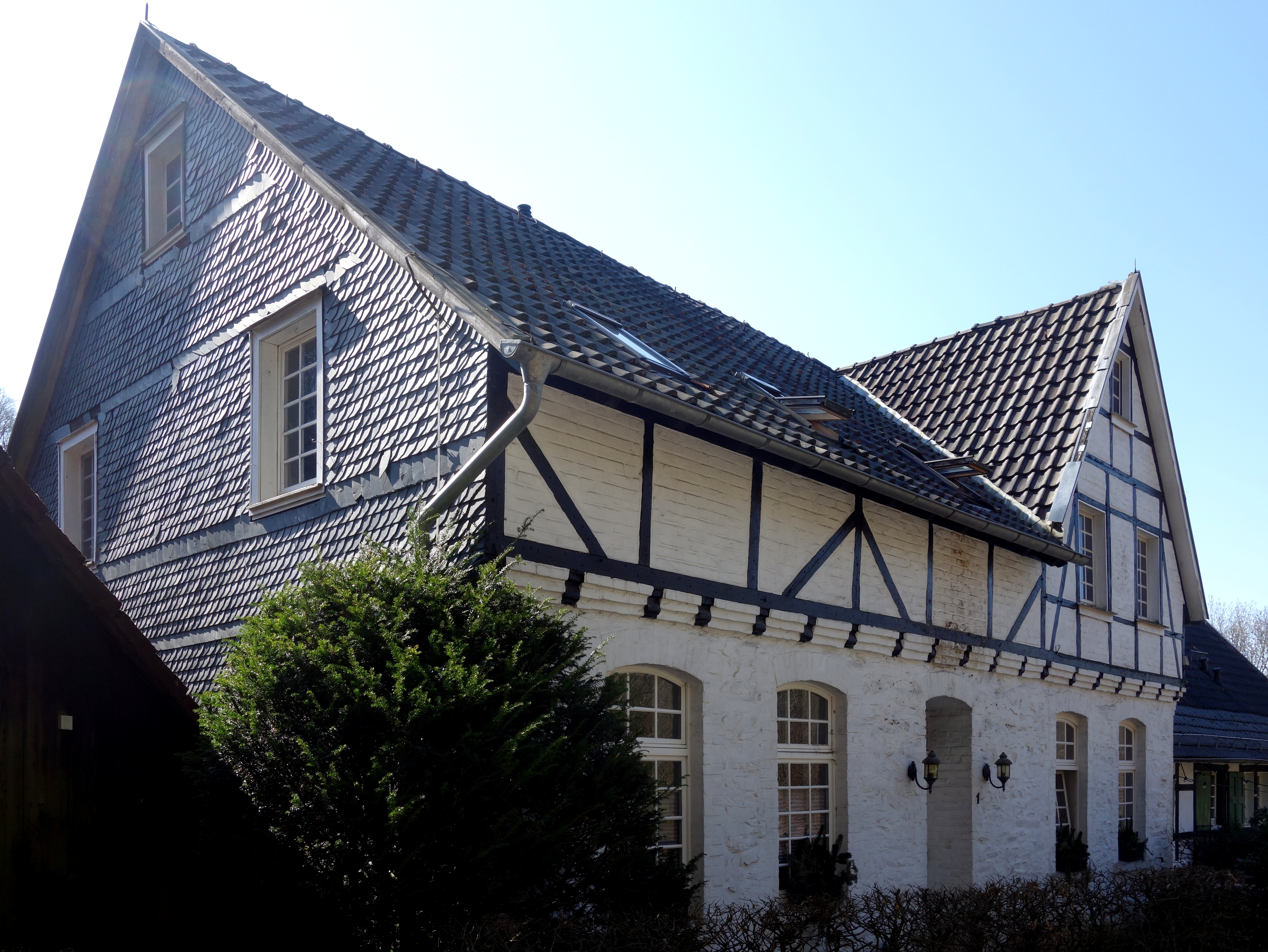
Straßenansicht der Dürscheider Mühle

Die Dürscheider Mühle ist eine ehemalige Wassermühle in der Kleinstadt Burscheid im Rheinisch-Bergischen Kreis in Nordrhein-Westfalen.

## Geschichte
Die Dürscheider Mühle wurde erstmals 1217 von Graf Adolf von Berg in einer Schenkungsurkunde erwähnt. Vermutlich lebten die Ritter Gottschalk von Dürscheid und Gerat von Waldenburg in der Mühle. In der Folge diente sie unter anderem auch als kleine bergische Wassermühle. Laut einer Information des Burscheider Stadtarchivs von 1965 war an die Getreidemühle eine Brotbäckerei angeschlossen.
Das ehemalige Mühlengebäude wurde 1775 von zwei Brüdern aus Bornheim neu errichtet, wie eine Inschrift im Sturz des Haupteingangs belegt. Nach baulichen Veränderungen im 19. Jahrhundert erhielt der Komplex sein heutiges Erscheinungsbild. Aus dieser Zeit stammen auch die Backstein-Wirtschaftsanbauten. Die zugehörigen Scheunen entstanden im 19. und 20. Jahrhundert.
Der Mühlenbetrieb wurde bis etwa 1900 aufrechterhalten. In der Folgezeit wurde die Dürscheider Mühle bis 1978 als landwirtschaftlicher Betrieb genutzt. Danach diente sie als Privathaus. Nach mehreren Besitzerwechseln wohnen seit März 1997 zwei Familien in dem Mühlenanwesen.

## Beschreibung

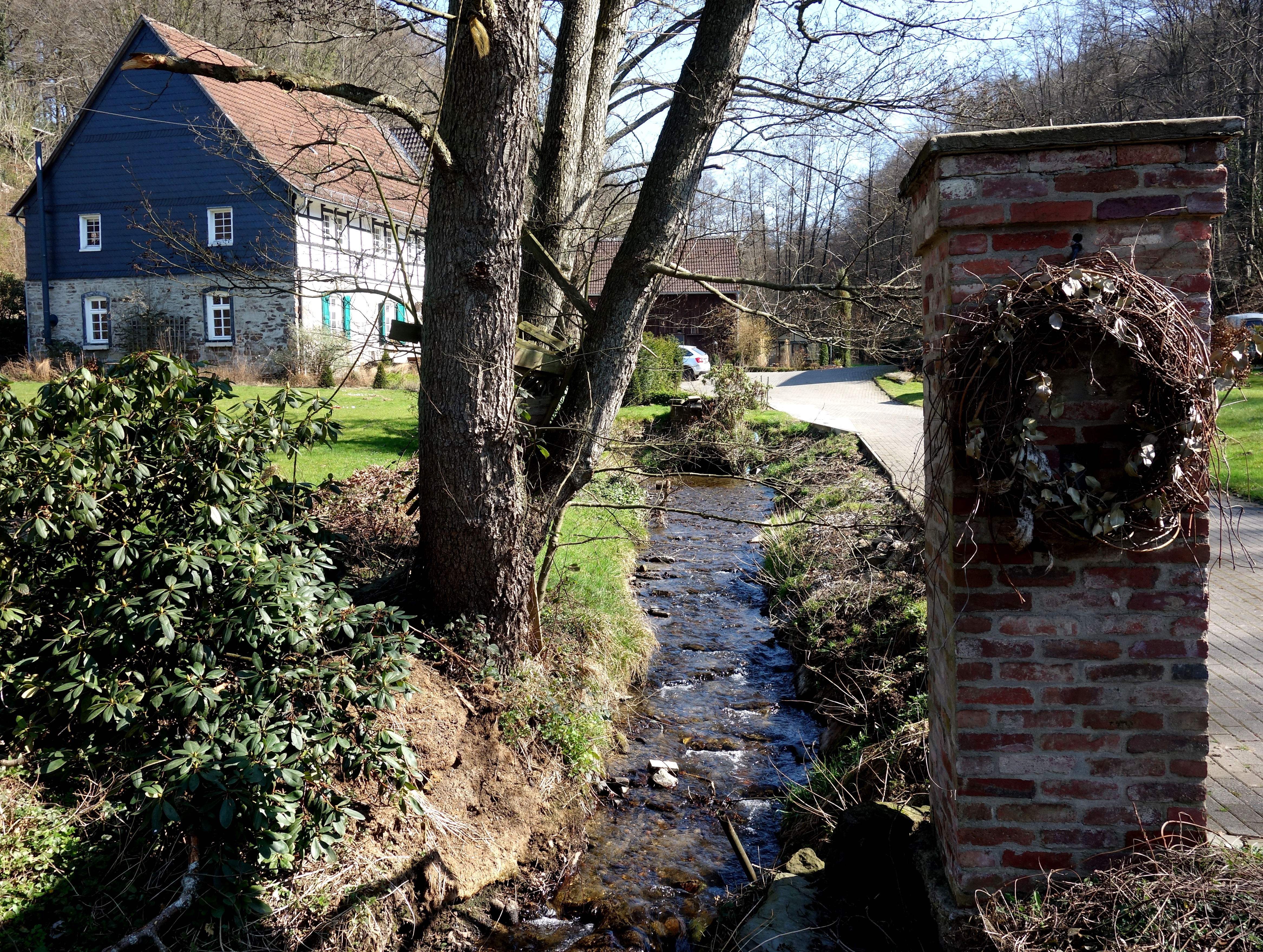
Mühlkanal und Backsteinpfeiler an der Zufahrt zum Hof

Das Erdgeschoss des zweigeschossigen Gebäudes hat ein Mauerwerk aus Bruchstein, während das Obergeschoss aus Fachwerk besteht. Die verschieferte Giebelseite und die Hofseite haben Stichbogenfenster mit Werksteinrahmung. Rechts von der Eingangstür schließt sich ein mit Backstein ausgemauerter Gebäudeteil an, unter dem sich der ehemalige Mühlgraben befindet. Zum Mühlenanwesen gehören noch Wirtschaftsanbauten und Scheunen. Nicht mehr erhalten sind das Wasserrad und das Mühlengetriebe.
Die Fenster, das Satteldach und das Gebäudeinnere wurden erneuert, wobei der Innenausbau die ursprüngliche originale Raumteilung unverändert ließ.

## Denkmalschutz
Die Dürscheider Mühle ist unter der Nummer 21 in der Liste der Baudenkmäler in Burscheid verzeichnet.